# Strachówka (gmina)
Pour les articles homonymes, voir Strachówka.
La gmina Strachówka est un district administratif situé en milieu rural du powiat de Wołomin dans la voïvodie de Mazovie, dans le centre-est de la Pologne.

Son siège administratif (chef-lieu) est le village de Strachówka, qui se situe environ 30 km à l'est de Wołomin (siège de la powiat) et 51 km au nord-est de Varsovie (capitale de la Pologne).
La gmina couvre une superficie de 107,7 km2 pour une population de 3 029 habitants en 2006.

## Histoire
De 1975 à 1998, la gmina était située dans la voïvodie de Siedlce.

## Géographie

### Villages
La gmina Strachówka comprend les villages et localités de :

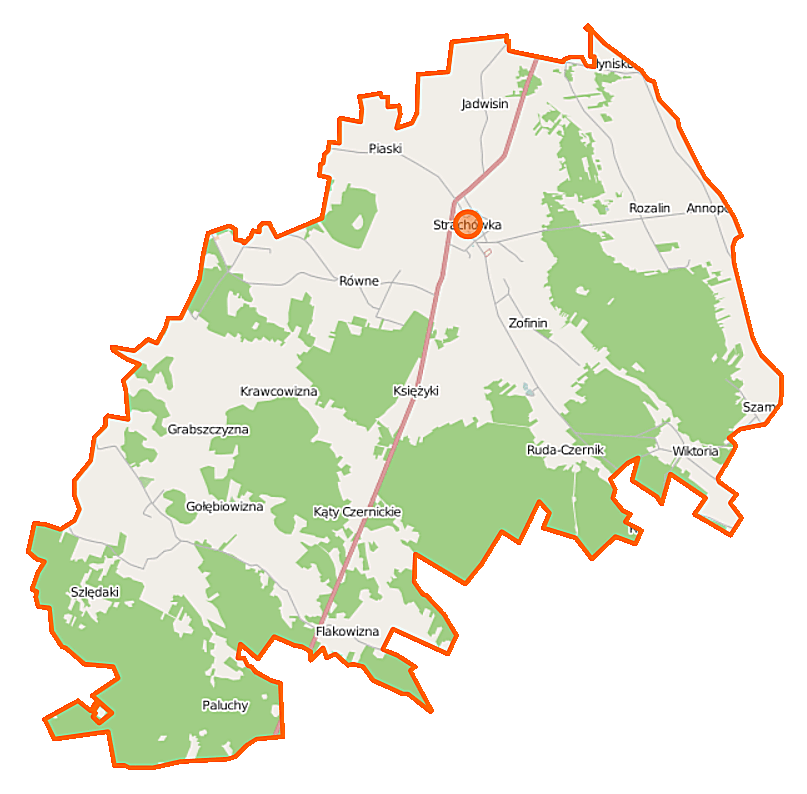
Plan de la gmina

- Annopol
- Borucza
- Grabszczyzna
- Jadwisin
- Józefów
- Kąty Czernickie
- Kąty-Miąski
- Kąty-Wielgi
- Krawcowizna
- Księżyki
- Marysin
- Młynisko
- Osęka
- Piaski
- Równe
- Rozalin
- Ruda-Czernik
- Strachówka
- Szamocin
- Szlędaki
- Wiktoria
- Zofinin

### Gminy voisines
La gmina de Strachówka borde les gminy de :
- Dobre
- Jadów
- Korytnica
- Poświętne
- Stanisławów
- Stanisławów

## Structure du terrain
D'après les données de 2002, la superficie de la commune de Strachówka est de 107,7 km2, répartis comme telle :
- terres agricoles : 54 %
- forêts : 40 %

La commune représente 11,27 % de la superficie du powiat.

## Démographie
Données du 30 juin 2004 :
| Description        | Total  | Total | Femmes | Femmes | Hommes | Hommes |
| ------------------ | ------ | ----- | ------ | ------ | ------ | ------ |
| Unité              | Nombre | %     | Nombre | %      | Nombre | %      |
| Population         | 3 119  | 100   | 1 527  | 49     | 1 592  | 51     |
| Densité (hab./km²) | 29     | 29    | 14,2   | 14,2   | 14,8   | 14,8   |